# Praška deklaracija o savjesti Europe i o komunizmu
Praška deklaracija o savjesti Europe i o komunizmu (engl. Prague Declaration on European Conscience and Communism) 3. lipnja 2008. od nekoliko istaknutih europskih političara. Potpisnici su i su bivši politički zatvorenici i povjesničari. Deklaracija je pozvala na osudu komunističkih zločina. Donesena je na međunarodnoj konferenciji "Europska savijest i komunizam" u Senatu Češke u Pragu. Konferencija je organizirana od strane odbora za obrazovanje, znanost, kulturu, ljudska prava i peticije pod pokroviteljstvom Alexandra Vondre, zamjenika ministra Češke Republike za europske integracije.
Konferencija dobila pisma podrške od predsjednika Nicolasa Sarkozya, Lady Margaret Thatchera, Jasona Kenneya i Zbigniewa Brzezinskog.
U deklaraciji se je pozivalo i na proglašenje 23. kolovoza kao Europski dan sjećanja na žrtve staljinizma i nacionalsocijalizma.

## Potpisnici
- Václav Havel
- Joachim Gauck
- Göran Lindblad
- Vytautas Landsbergis
- Jiří Liška
- Martin Mejstřík
- Emanuelis Zingeris
- Ivonka Survilla
- Łukasz Kamiński
- Jana Hybášková
- Christopher Beazley
- Tunne Kelam
- Martin Mejstřík
- Jaromír Štětina
- Emanuelis Zingeris
- Tseten Samdup Chhoekyapa
- Ivonka Survilla
- Zyanon Paznyak
- Růžena Krásná
- Jiří Stránský
- Václav Vaško
- Alexandr Podrabinek
- Pavel Žáček
- Miroslav Lehký
- Łukasz Kamiński
- Michael Kißener
- Eduard Stehlík
- Karel Straka
- Jaroslav Hutka
- Lukáš Pachta